# Fu Baoshi
 (novembre 2017).
Si vous disposez d'ouvrages ou d'articles de référence ou si vous connaissez des sites web de qualité traitant du thème abordé ici, merci de compléter l'article en donnant les références utiles à sa vérifiabilité et en les liant à la section « Notes et références ».
Fu Baoshi ou Fu Pao-Shih, (1904-1965) est un peintre chinois.
Il est parti au Japon pour étudier l'histoire de l'art oriental à l'école des beaux-arts de Tokyo en 1933. Il a traduit de nombreux ouvrages du japonais et a mené ses propres recherches sur le sujet. En tant que peintre, il a apporté les éléments visuels japonais à la peinture chinoise à l'encre traditionnelle.
Il a été le directeur de l'école de peinture de la province chinoise Jiangsu et le vice-président de la fédération des artistes chinois. Il a enseigné au département d'art de l'université centrale (aujourd'hui l'université de Nankin). Ses œuvres de paysages emploient l'utilisation des points et des méthodes de l'encrage, en créant une nouvelle technique incluant plusieurs variétés dans les règles traditionnelles. Il a créé un style ancien et élégant de par son intégration d'une atmosphère poétique et grâce à ses techniques de peinture.

## Biographie

### Fu Baoshi historien de l'art

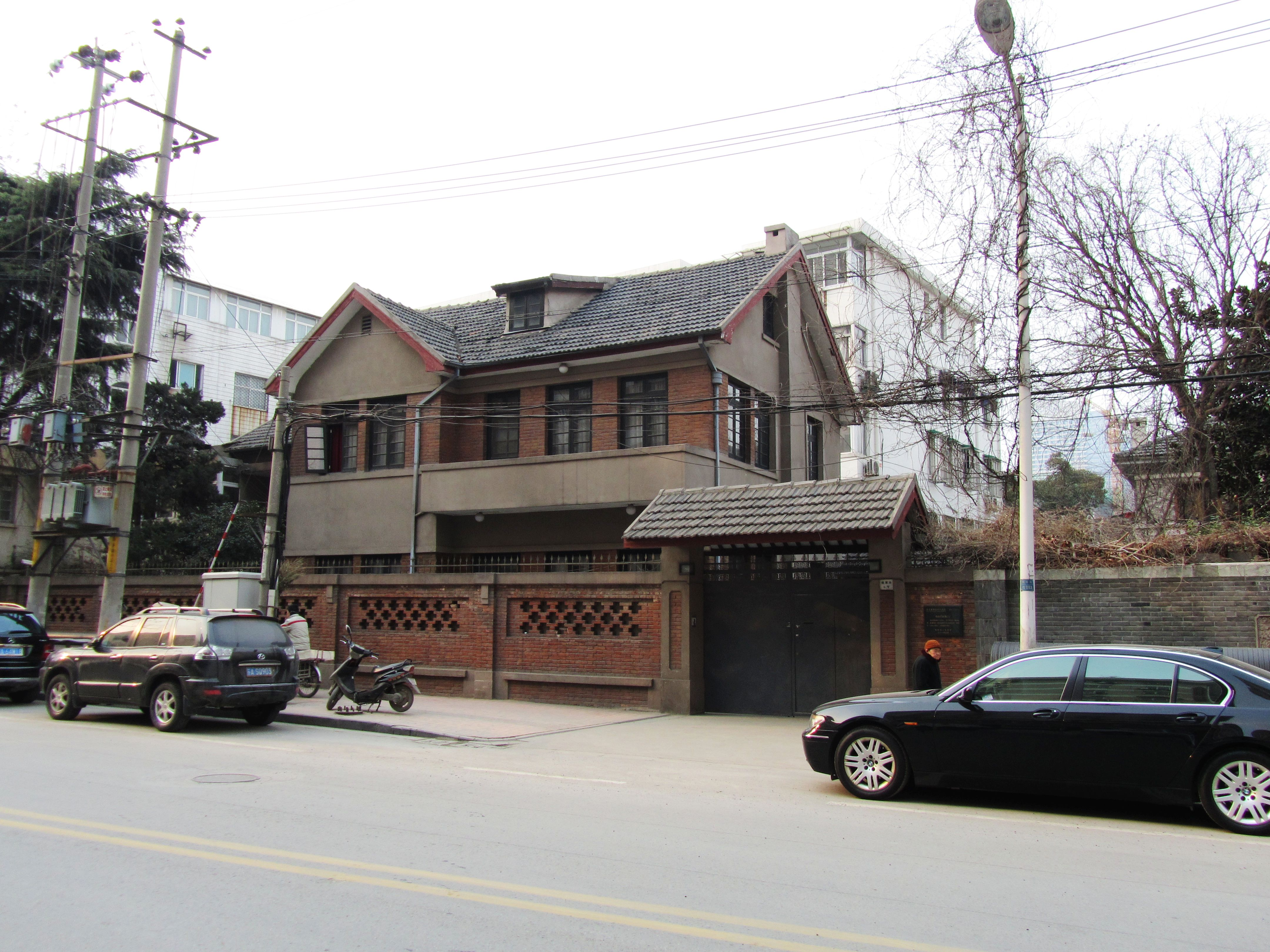
Ancienne résidence de Fu Baoshi à Nanjing.

Fu a rédigé de nombreuses thèses dans le domaine des beaux-arts, dont la première s'intitule Sur l'évolution de la peinture chinoise. Il a aussi fait des recherches sur l'histoire de la peinture de paysage à partir de la fin du IVe siècle, en considérant notamment les œuvres de Gu Kaizhi de la dynastie Jin de l'Est (317-420), Zhan Ziqian de la dynastie Sui (581-618) et Jing Hao de la période des Cinq Dynasties (907-960), ainsi que Wu Daozi, Li Sixun, Li Zhaodao et Zhang Yanyuan de la dynastie Tang (618-907).
Il a notamment collaboré avec l'artiste indien Beohar Rammanohar Sinha, quand celui-ci était en visite en Chine en tant que spécialiste et émissaire culturel entre 1957 et 1959 afin d'« établir un pont interculturel et inter-civilisations direct ».

### Fu Baoshi peintre

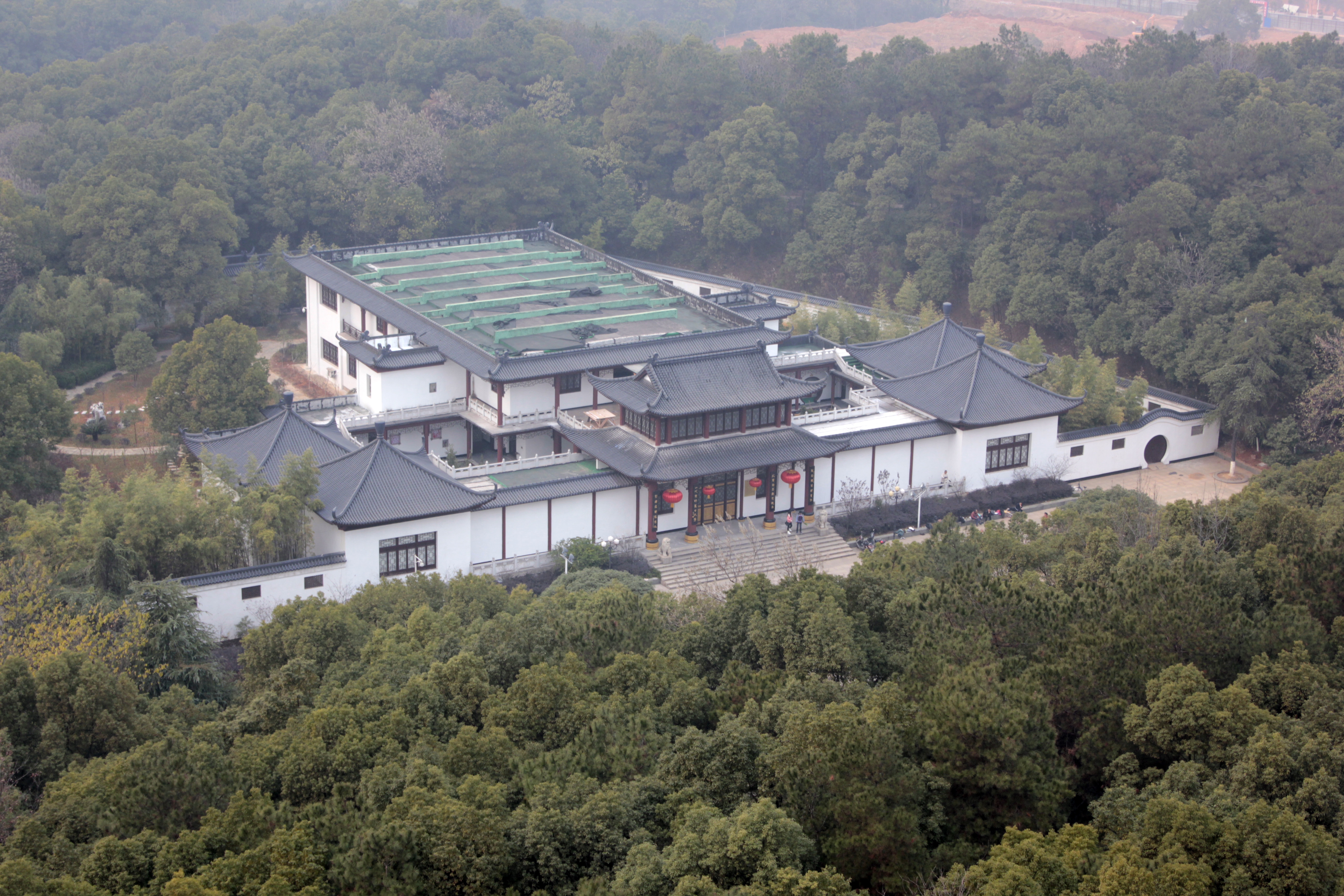
Le Fu Baoshi Memorial Hall à Xinyu héberge une exposition permanente de ses œuvres.

Il s'efforce d'imiter des peintures de Gao Kegong et Ni Zan de la dynastie Yuan (1271-1368), Chen Hongshou de la dynastie Ming (1368-1644) et Cheng Sui, Kun Can, Zha Shibiao, Gong Xian, Mei Qing, Wui Li, Yun Shouping et Shitao de la dynastie Qing (1644-1911), devenant ainsi l'un des plus grands maîtres de la peinture chinoise de son temps.
En plus de ses peintures de paysage, Fu Baoshi est aussi un peintre de figures accompli. Ses peintures d'anciens personnages chinois des IIIe et IVe siècles sont particulièrement estimées.
En tant que leader du mouvement de la Nouvelle peinture chinoise, qui a réformé la peinture traditionnelle chinoise après 1949, Fu s'est distingué de ses contemporains par sa grande passion pour l'art, son coup de pinceau innovant et ses compositions uniques. Les réformes de Fu sont suivies par un groupe d'artistes à Nanjing, où il vit. Il est reconnu comme étant le fondateurs de la nouvelle école des beaux-arts de Jinling, basée dans cette ville. Elle était constituée d'artistes importants tels que Chen Zhifo (1896-1962), Qian Songyan (1898-1985), Song Wenzhi (1919-1999), Wei Zixi (1915-2002) et Ya Ming (1924-2002).
Fu Baoshi était un grand admirateur de Shitao, et à l'âge de 18 ans a changé son nom en Baoshi. Il a d'ailleurs écrit une chronique sur cet artiste, rapportant ses expériences vitales et ses activités sociales, ainsi que ses créations artistiques. Fu Baoshi a admis qu'il a même été obsédé par son étude de la peinture de Shi Tao.

## Publications
- Théories de la peinture chinoise (Zhongguo Shuhua Lilun, The Commercial Press, 1935)
- Biographie chronologique de Shitao (Shitao Shangren Nianpu, Beijing and Shanghai Weekly P., 1948)
- Peinture chinoise figurative et de paysage (Zhongguo de Renwu Hua He Shanshui Hua, Shanghai Cultural Publishing House, 1955)
- Peinture chinoise, China Classical Art Publishing House, 1958
- Peinture moderne chinoise, People's Fine Art Publishing House, 1961
- Discours d'après l'expérience sur la création artistique (Meishu Yiwgadai Jinyantan, Shanghai People's Fine Art Publishing House, 1961)Écrit avec Guan Shanyuan et al.
- Nouvelles vues sur des montagnes et des rivières (Shan He Xin Mao, Jiangsu People's Publishing House, 1962)
- Guohua Shanshui Jiexi, Taiwan Tiantong Publishing House, 1973

## Postérité
En 2010, selon Artprice, la Chine (avec Hong-Kong) représente 33 % du marché des ventes aux enchères. L'artiste ayant réalisé le chiffre d'affaires le plus important en vente publique étant Qi Baishi, devant Zhang Daqian, Xu Beihong et Fu Baoshi.